# Phylloscopus forresti
A Phylloscopus forresti a verébalakúak (Passeriformes) rendjébe, ezen belül a füzikefélék (Phylloscopidae) családjába és a Phylloscopus nembe tartozó faj. Korábban a Phylloscopus chloronotus alfajának tekintették. 9–10 centiméter hosszú. Közép- délközép-Kína nedves erdőben költ, télen délebbre költözik, észak-Thaiföldig. Többnyire rovarokkal táplálkozik.

## Fordítás
- Ez a szócikk részben vagy egészben  a   Sichuan leaf warbler című angol Wikipédia-szócikk fordításán alapul.  Az eredeti cikk szerkesztőit annak laptörténete sorolja fel. Ez a jelzés csupán a megfogalmazás eredetét és a szerzői jogokat jelzi, nem szolgál a cikkben szereplő információk forrásmegjelöléseként.